# Tadeusz Rechniewski

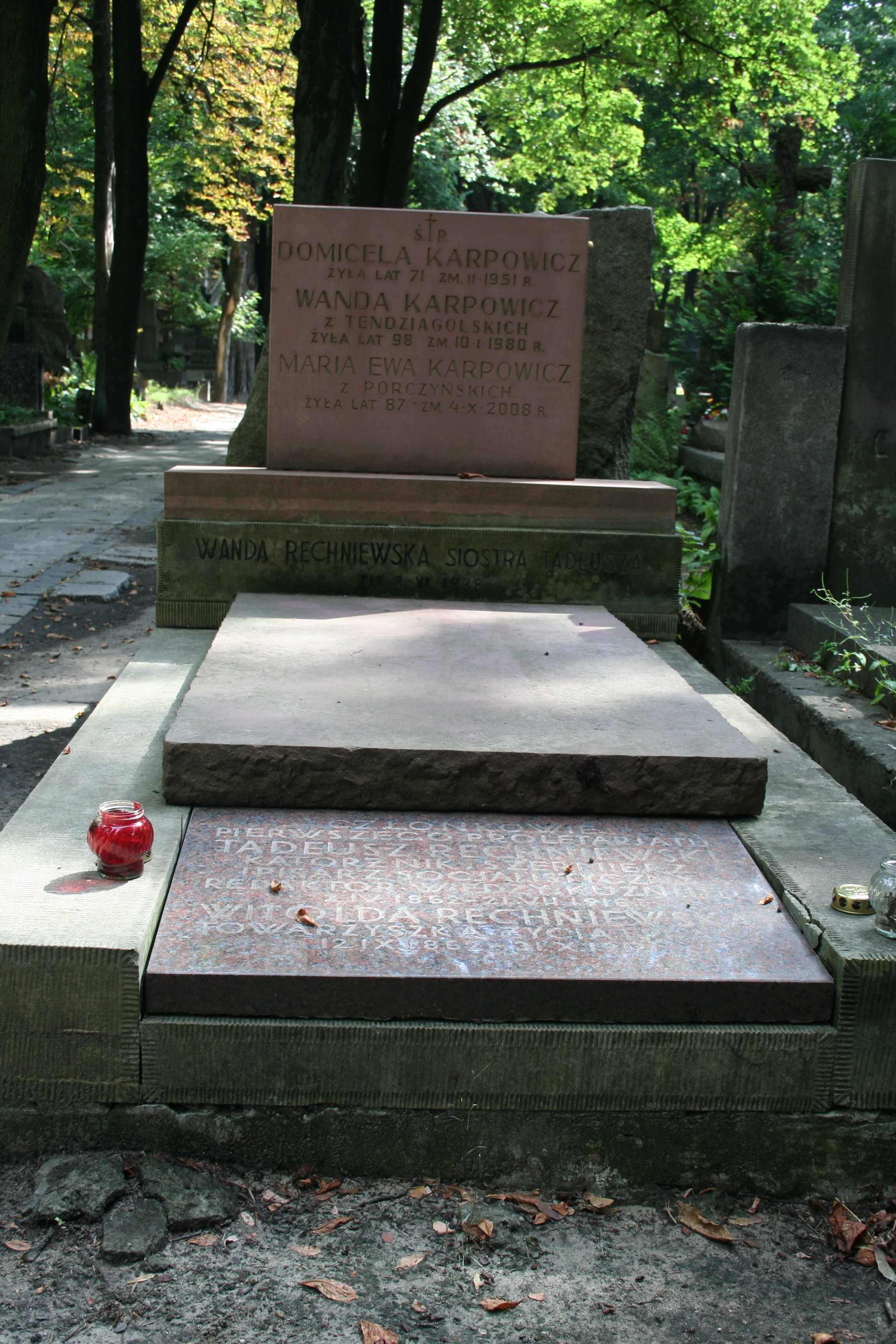
Grób Tadeusza i Witoldy Rechniewskich na warszawskim cmentarzu Powązkowskim

Tadeusz Rechniewski ps. „Oskar”, „Tarski” (ur. 21 marca?/2 kwietnia 1862 w Petersburgu, zm. 21 lipca 1916 w Warszawie) – polski działacz socjalistyczny i oświatowy.
Posiadał wykształcenie prawnicze. Od 1880 działał w organizacji o nazwie Gmina Socjalistów Polskich. W 1882 znalazł się wśród założycieli I Proletariatu. Należał do członków Komitetu Centralnego tej partii. 22 stycznia?/3 lutego 1884 wziął ślub z Witoldą Karpowiczówną, tydzień później 29 stycznia?/10 lutego zostali obydwoje aresztowani w trakcie podróży z Kijowa do Warszawy. W 1885 na procesie 29 proletariatczyków został skazany na 14 lat katorgi. Po odbyciu kary powrócił do działalności politycznej. Od 1906 związał się z Polską Partią Socjalistyczną, następnie z PPS-Lewicą, w której to organizacji był od 1909 członkiem Centralnego Komitetu Robotniczego. Z ramienia PPS-Lewicy pełnił funkcję sekretarza Komitetu Naukowego utworzonego w 1905 roku Uniwersytetu dla Wszystkich. W latach 1906–1914 działał również jako redaktor pism socjalistycznych, m.in. czasopisma „Wiedza” – nieoficjalnego organu Uniwersytetu dla Wszystkich; legalnego pisma socjalistycznego wydawanego w Wilnie. W 1915 był jednym ze współzałożycieli Uniwersytetu Ludowego w Warszawie oraz opowiadającego się za niepodległością Polski klubu Plenum.
Zmarł 21 lipca 1916 w Warszawie. Uroczystości pogrzebowe rozpoczęły się 23 lipca w kaplicy Szpitala Dzieciątka Jezus.
Spoczywa wraz z żoną na cmentarzu Powązkowskim w Warszawie (kw. 106–VI–1).